# Vieu
Vieu ist eine ehemalige französische Gemeinde und heutige Commune déléguée mit 381 Einwohnern (Stand 1. Januar 2022) im Département Ain in der Region Auvergne-Rhône-Alpes. Sie gehörte zum Kanton Hauteville-Lompnes und zum Arrondissement Belley. Sie wurde mit Wirkung vom 1. Januar 2019 mit Belmont-Luthézieu, Lompnieu und Sutrieu zur Commune nouvelle Valromey-sur-Séran fusioniert.

## Geographie
Vieu liegt auf 520 m, etwa 16 Kilometer nördlich der Stadt Belley und 49 km südöstlich der Präfektur Bourg-en-Bresse (Luftlinie). Das Bauerndorf erstreckt sich im südöstlichen Bugey, an aussichtsreicher Lage auf einem nach Süden geneigten Plateau in der Senke des Valromey, zwischen den Höhenzügen des Planachat im Westen und des Grand Colombier im Osten.
Die Fläche des 6,34 km² großen ehemaligen Gemeindegebiets umfasst einen Abschnitt des Valromey. Das Valromey bildet eine breite Senke zwischen zwei hohen Jurakämmen. In diese Senke ist der Fluss Séran eingetieft, entlang dem die westliche Gemeindegrenze verläuft. Vom Flusslauf erstreckt sich das Gemeindeareal ostwärts über das Plateau von Vieu und das ebenfalls eingeschnittene Tal der Arvière bis auf das östlich angrenzende Plateau am Fuß des Grand Colombier. In einem kurzen Seitental der Arvière befindet sich die Karstquelle des Groin. Diese intermittierende Quelle des Vaucluse-Typs weist zur Zeit der Schneeschmelze und nach langanhaltenden Niederschlägen eine starke Schüttung auf, versiegt jedoch während Trockenperioden gänzlich. Im Süden liegt die Grenze oberhalb des Steilabfalls zum Talbecken von Artemare. Mit 540 m wird auf dem Plateau oberhalb von Vieu die höchste Erhebung der Gemeinde erreicht.
Zu Vieu gehören neben dem eigentlichen Ort auch verschiedene Weiler und Gehöfte, nämlich:
- Don (350 m) im Tal der Arvière oberhalb von Artemare
- Pont (360 m) im Tal der Arvière oberhalb von Artemare
- Vaux-Morets (390 m) im eingeschnittenen Tal der Arvière
- Linod (445 m) auf dem Plateau zwischen den Tälern von Séran und Arvière
- Chongnes (475 m) auf dem Plateau zwischen den Tälern von Séran und Arvière

Nachbarorte von Vieu sind Champagne-en-Valromey im Norden, Virieu-le-Petit und Chavornay im Osten, Talissieu und Artemare im Süden sowie Belmont-Luthézieu im Westen.

## Geschichte
Das Gemeindegebiet von Vieu war schon im Altertum bewohnt. Bei Chongnes befand sich eine römische Siedlung, die im 4. Jahrhundert zerstört wurde. Bei Ausgrabungen wurden Überreste eines Aquädukts, von Thermen und eines Tempels gefunden. Laut einer Inschrift trug die Siedlung den Namen Venetonimagienses.
Erst im Mittelalter erscheint der Ort wieder in den Urkunden, nämlich als Vyu im Jahre 1267. Im Lauf der Zeit wandelte sich die Schreibweise über Viuz (1345), Vicomagus (latinisiert), Viomi (1460) zum heutigen Namen Vieu, der 1634 erstmals schriftlich belegt ist.
Im Mittelalter gehörte Vieu zur Herrschaft des Valromey, das unter der Oberhoheit der Grafen von Savoyen stand. Mit dem Vertrag von Lyon gelangte das Dorf im Jahre 1601 an Frankreich.

## Sehenswürdigkeiten
Die Pfarrkirche de l’Assomption wurde im 12. Jahrhundert auf den Ruinen des römischen Tempels erbaut und gehört zu den ältesten Kirchenbauten der Region. In den Bau sind Teile römischer Säulen integriert; der polygonale Chor stammt aus dem 16. Jahrhundert. Im Ortskern sind verschiedene alte Häuser aus dem 16. bis 18. Jahrhundert erhalten, darunter das Maison Rolland und das Maison de Brillat-Savarin. In Chongnes steht die Chapelle de l’Adoue, die 1670 errichtet wurde. Die Kapelle Notre-Dame-de-Populo im Weiler Don wurde 1862 erbaut. Zu den Natursehenswürdigkeiten von Vieu zählt die Karstquelle des Groin.
Auf einer Anhöhe über Artemare thront das als monument historique eingeschriebene Château de Machuraz aus der Zeit von 1875 bis 1889. Das Schloss entspricht im Grundriss einer Burg aus dem 16. Jahrhundert, die an dieser Stelle einen mittelalterlichen Vorgängerbau ersetzte und während der Revolution niedergebrannt wurde.

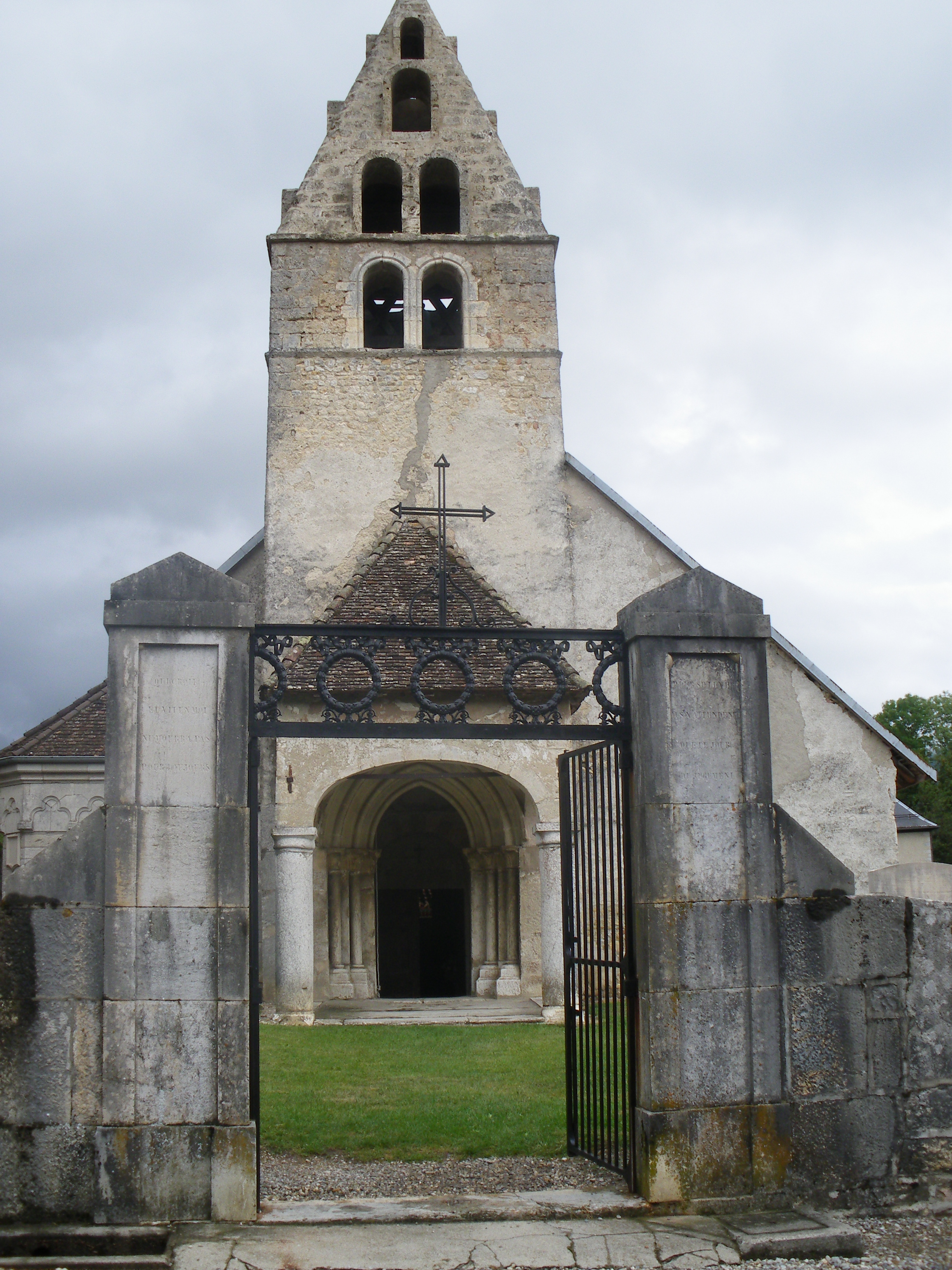
Église de l’Assomption (Himmelfahrtskirche)
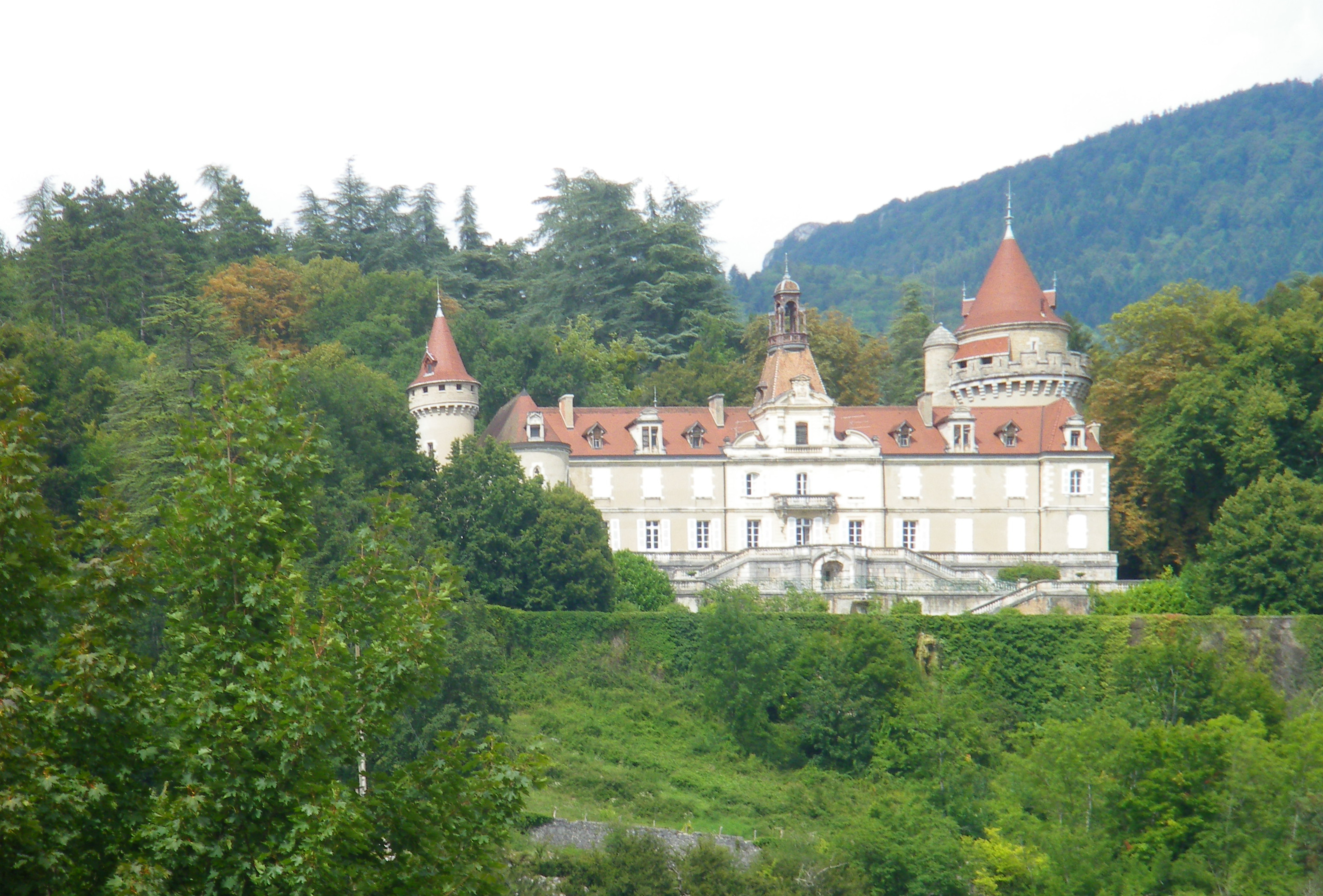
Château de Machuraz
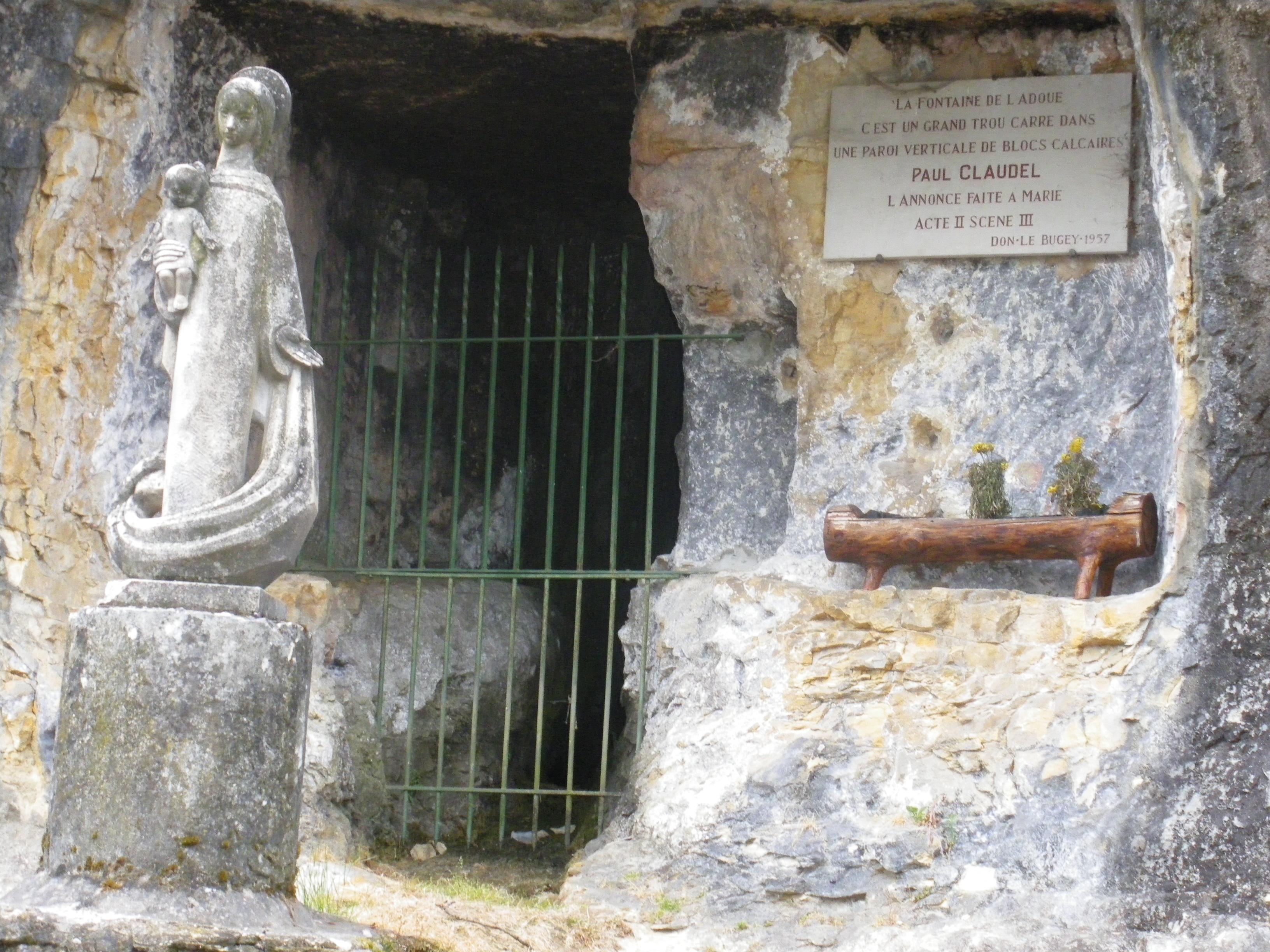
Eingang zum römischen Aquädukt in Vieu

## Bevölkerung
| Bevölkerungsentwicklung | Bevölkerungsentwicklung |
| Jahr                    | Einwohner               |
| ----------------------- | ----------------------- |
| 1962                    | 322                     |
| 1968                    | 296                     |
| 1975                    | 292                     |
| 1982                    | 289                     |
| 1990                    | 293                     |
| 1999                    | 311                     |
| 2006                    | 366                     |
| 2011                    | 380                     |
| 2022                    | 381                     |

Mit 381 Einwohnern (Stand 1. Januar 2022) gehörte Vieu zu den kleinen Gemeinden des Département Ain. Nachdem die Einwohnerzahl in der ersten Hälfte des 20. Jahrhunderts deutlich abgenommen hatte, wurde seit Mitte der 1980er Jahre wieder ein leichtes Bevölkerungswachstum verzeichnet. Die Ortsbewohner von Vieu heißen auf Französisch Vicusiens.

## Wirtschaft und Infrastruktur
Vieu war bis weit ins 20. Jahrhundert hinein ein vorwiegend durch die Landwirtschaft geprägtes Dorf. Daneben gibt es heute einige Betriebe des lokalen Kleingewerbes. Mittlerweile hat sich das Dorf dank der schönen Lage auch zu einer Wohngemeinde gewandelt. Zahlreiche Erwerbstätige sind Wegpendler, die in den größeren Ortschaften der Umgebung ihrer Arbeit nachgehen.
Die Ortschaft liegt abseits der größeren Durchgangsstraßen an einer Departementsstraße, die von Artemare nach Champagne-en-Valromey führt. Weitere Straßenverbindungen bestehen mit Belmont-Luthézieu und Virieu-le-Petit.

## Söhne- und Töchter der Stadt
- Daniel Brillat (* 1945), Autorennfahrer